# Menemerus animatus
Menemerus animatus är en spindelart som beskrevs av Pickard-Cambridge O. 1876. Menemerus animatus ingår i släktet Menemerus och familjen hoppspindlar. Inga underarter finns listade i Catalogue of Life.